# Proxenetes quinquespinosus
Proxenetes quinquespinosus är en plattmaskart som beskrevs av Ax 1971. Proxenetes quinquespinosus ingår i släktet Proxenetes, och familjen Trigonostomidae. Arten är reproducerande i Sverige.